# Хорнбрук (Калифорнија)
Хорнбрук (енгл. Hornbrook) насељено је место без административног статуса у америчкој савезној држави Калифорнија.

## Демографија
По попису из 2010. године број становника је 248, што је 38 (-13,3%) становника мање него 2000. године.
| Група             | 2000.       | 2010.       |
| Белци             | 239 (83,6%) | 190 (76,6%) |
| Афроамериканци    | 0 (0,0%)    | 0 (0,0%)    |
| Азијати           | 0 (0,0%)    | 0 (0,0%)    |
| Хиспаноамериканци | 28 (9,8%)   | 19 (7,7%)   |
| Укупно            | 286         | 248         |